# GD Estoril Praia (női csapat)
Az Grupo Desportivo Estoril Praia egy portugál női labdarúgóklub, amely a portugál élvonalban szerepel. A klub székhelye Estorilban található, hazai mérkőzéseinek pedig a Centro de Treino e Formação Desportiva 2-es pályája ad otthont.

## Klubtörténet
A szakosztály a 2016–17-es szezonban lépett első alkalommal pályára az élvonalbeli bajnokságban, ahol a 7. helyen végeztek. Öt éven át szerepeltek a legjobbak között, azonban a 2021–22-es bajnokságban nem tudtak lépést tartani az egyre professzionálisabb liga csapataival és búcsúzni kényszerültek. 
Bár a Benfica B és a Sporting B végeztek az első két pozicióban a 2023–24-es másodosztályban, a 3. helyezett Estoril együttese léphetett egy szinttel feljebb, mivel a tartalékcsapatok nem vehetnek részt élvonalbeli versenyeken.

## Játékoskeret
2024. január 6-tól
| #  |     | Poszt | Név               |
| -- | --- | ----- | ----------------- |
| 1  | POR | K     | Isabel Peixeiro   |
| 12 | POR | K     | Margarida Costa   |
| 12 | POR | K     | Mariana Diogo     |
| 3  | POR | V     | Nádia Nangi       |
| 4  | BRA | V     | Débora Maciel     |
| 5  | POR | V     | Inês Duarte       |
| 6  | POR | V     | Carlota Magalhães |
| 11 | POR | V     | Sofia Nunes       |
| 18 | POR | V     | Catarina Cunha    |
| 19 | POR | V     | Sara Fernandes    |
| 25 | POR | V     | Ana Soares        |
|    | BRA | V     | Evelyn Schwarz    |
|    | POR | V     | Núria Alexandra   |
| 8  | BRA | KP    | Carol Lage        |

| #  |     | Poszt | Név                 |
| -- | --- | ----- | ------------------- |
| 10 | POR | KP    | Mariana Coelho      |
| 13 | BRA | KP    | Emanuelle Cristaldo |
| 14 | POR | KP    | Rosana Neves        |
| 15 | CPV | KP    | Carlita Fernandes   |
| 16 | POR | KP    | Beatriz Correia     |
| 24 | POR | KP    | Ana Rita Viegas     |
| 7  | ROM | CS    | Alexandra Crudu     |
| 9  | POR | CS    | Lara Perruca        |
| 17 | POR | CS    | Mafalda Almeida     |
| 20 | POR | CS    | Filipa Marques      |
| 21 | POR | CS    | Luísa Machado       |
| 22 | POR | CS    | Marta Xavier        |
| 23 | POR | CS    | Daniela Alves       |

## Korábbi híres játékosok
| - Rafaela Almeida - Joana Alves - Leonor Alves - Catarina Amado - Beatriz Andrade - Catarina Bajanca - Tatiana Beleza - Priscila Campota - Catarina Carmo - Beatriz Fonseca - Mariana Freitas - Inês Galvão - Catarina Jacinto - Madalena Lopes - Inês Macedo - Cláudia Machado | - Madalena Marau - Mafalda Marujo - Nicole Nunes - Cátia Rocha - Erica Rocha - Fátima Ribeiro - Filipa Rodrigues - Tânia Rodrigues - Ana Rosa - Nidia Santos - Inês Silva - Chloe Gorman - Bianca Macedo - Fatoumata Sisse - Jocilene Semedo |